# Бриндамор, Род
Родерик Жан (Род) Бриндамор (фр. Roderick Jean Brind'Amour; 9 августа 1970, Оттава, Онтарио, Канада) — канадский хоккеист и тренер. Амплуа — центральный нападающий. Входит в топ-30 в истории НХЛ по количеству сыгранных матчей. В настоящий момент является главным тренером клуба НХЛ «Каролина Харрикейнз»
На драфте НХЛ 1988 года был выбран в 1-м раунде под общим 9-м номером командой «Сент-Луис Блюз». 22 сентября 1991 года обменян в «Филадельфию Флайерз». 23 января 2000 года обменян в «Каролину Харрикейнз».

## Достижения
- Обладатель Кубка Стэнли, 2006 («Каролина Харрикейнз»)
- Чемпион мира 1994
- Фрэнк Дж. Селки Трофи, 2006 и 2007 («Каролина Харрикейнз»)
- Участник матча «Всех звёзд» НХЛ 1992
- Джек Адамс Эворд 2021

## Статистика

### Карьера тренера
| Лига        | Команда             | Год         | Регулярный сезон | Регулярный сезон | Регулярный сезон | Регулярный сезон | Регулярный сезон | Плей-офф          | Плей-офф | Плей-офф |                        |
| Лига        | Команда             | Год         | И                | В                | П                | OT               | Очки             | Место в дивизионе | В        | П        | Результат              |
| ----------- | ------------------- | ----------- | ---------------- | ---------------- | ---------------- | ---------------- | ---------------- | ----------------- | -------- | -------- | ---------------------- |
| НХЛ         | Каролина Харрикейнз | 2018/19     | 82               | 46               | 29               | 7                | 99               | 4-е в Столичном   | 8        | 7        | Поражение в 1/2 финала |
| НХЛ         | Каролина Харрикейнз | 2019/20     | 68               | 38               | 25               | 5                | 81               | 4-е в Столичном   | 4        | 4        | Поражение в 1/8 финала |
| НХЛ         | Каролина Харрикейнз | 2020/21     | 56               | 36               | 12               | 8                | 80               | 1-е в Центральном | 5        | 6        | Поражение в 1/4 финала |
| НХЛ         | Каролина Харрикейнз | 2021/22     | 82               | 54               | 20               | 8                | 116              | 1-е в Столичном   | 7        | 7        | Поражение в 1/4 финала |
| НХЛ         | Каролина Харрикейнз | 2022/23     | 82               | 52               | 21               | 9                | 113              | 1-е в Столичном   | 8        | 7        | Поражение в 1/2 финала |
| НХЛ         | Каролина Харрикейнз | 2023/24     | 82               | 52               | 23               | 7                | 111              | 2-е в Столичном   | 6        | 5        | Поражение в 1/4 финала |
| Всего в НХЛ | Всего в НХЛ         | Всего в НХЛ | 452              | 278              | 130              | 44               |                  |                   | 38       | 36       |                        |